# Mr.Mr.
Mr.Mr. é o quarto extended-play (EP) do grupo feminino sul-coreano Girls' Generation. O EP consiste em seis faixas e incorpora os gêneros electropop e R&B-pop. Foi lançado para download digital pela SM Entertainment e KT Music em 24 de fevereiro de 2014. As versões em CD e digital foram lançadas em Hong Kong no mesmo dia, e foram disponibilizadas para compra em 27 de fevereiro na Coreia da Sul. Para promover o EP, o grupo apareceu em múltiplos programas musicais sul-coreanos, incluindo Music Bank e Inkigayo. A faixa-título foi lançada como single. Esse é o último EP coreano do grupo com a integrante Jessica, que posteriormente saiu do grupo em setembro de 2014.
Mr.Mr. recebeu avaliações geralmente positivas dos críticos musicais – Heather Phareds do AllMusic elogiou o álbum por mostrar os pontos fortes musicais do grupo, enquanto Jeff Benjamin, da Billboard, viu positivamente o EP como um lançamento mais "impressionante" em comparação com o álbum anterior do grupo, I Got a Boy (2013). O EP alcançou o topo da Gaon Album Chart e tornou-se o álbum mais vendido por um grupo feminino em 2014 na Coreia do Sul, bem como o quinto mais vendido no geral. Também atingiu a 11ª posição da tabela de álbuns da Oricon.

## Antecedentes
Em 10 de fevereiro de 2014, a SM Entertainment revelou o nome do álbum e a data de lançamento. A SM também revelou que o conceito para "Mr.Mr." é de "garota elegante, misteriosa" em vez de "sexy" e afirmou, "Nós vamos mostrar uma transformação que apenas Girls' Generation pode mostrar." A dança para a faixa-título "Mr.Mr." foi feita pelo coreógrafo Jillian Meyer, que já trabalhou com Janet Jackson, Celine Dion e Kylie Minogue.
De acordo com uma reportagem exclusiva com o jornal coreano Osen, durante o processo de edição do videoclipe do single principal em 13 de fevereiro, uma perda de dados resultou na eliminação de uma porção da metragem. Girls' Generation havia planejado originalmente lançar sua faixa-título e o videoclipe em 19 de fevereiro e realizar sua apresentação de comeback no M! Countdown em 20 de fevereiro, antes do lançamento do álbum no dia 24. Um representante da SM Entertainment disse que eles estavam trabalhando na recuperação dos dados e engajados em negociações relativas a programação de retorno do grupo.

## Composição
A faixa-título, "Mr.Mr.", é uma canção de dance music com um som de R&B, produzida por The Underdogs, que também trabalhou com Beyoncé, Justin Timberlake e Chris Brown.

## Promoção e lançamento
Imagens conceituais teasers também foram divulgadas através do site oficial do grupo. O álbum foi lançado digitalmente em 24 de fevereiro de 2014 às 17:00 (KST). O álbum, consistindo de seis canções, foi lançado mundialmente através do iTunes, Melon, Genie e outros portais musicais online. O álbum físico chegou às lojas em 27 de fevereiro de 2014. Além disso, a primeira apresentação de retorno do Girls' Generation foi agendada para 6 de março de 2014 no M! Countdown.

## Lista de faixas
| N.º | Título                          | Letras        | Música        | Arranjo       | Duração |  |
| 1.  | "Mr.Mr."                        | The Underdogs | The Underdogs | The Underdogs | 03:55   |  |
| 2.  | "Goodbye"                       |               |               |               | 03:14   |  |
| 3.  | "Europa" (em coreano: 유로파)   |               |               |               | 03:22   |  |
| 4.  | "Wait A Minute"                 |               |               |               | 03:25   |  |
| 5.  | "Back Hug" (em coreano: 백허그) |               |               |               | 04:09   |  |
| 6.  | "Soul" (Versão em coreano)      |               |               |               | 03:47   |  |

## Histórico de lançamento
| Região        | Data                    | Formato          | Gravadora        |
| ------------- | ----------------------- | ---------------- | ---------------- |
| Mundial       | 24 de fevereiro de 2014 | Download digital | SM Entertainment |
| Coreia do Sul | 27 de fevereiro de 2014 | CD               | SM Entertainment |